# NGC 5744
NGC 5744 (również PGC 52761) – galaktyka spiralna (Sab), znajdująca się w gwiazdozbiorze Wagi. Odkrył ją w 1886 roku Ormond Stone, ponieważ jednak pozycja jaką podał była niedokładna, identyfikacja obiektu NGC 5744 nie jest pewna – niektóre katalogi i bazy obiektów astronomicznych (np. SIMBAD) podają, że to sąsiednia, słabiej widoczna galaktyka PGC 52612 (ESO 580-G014).